# コンラート1世 (ニュルンベルク城伯)
コンラート1世・フォン・ニュルンベルク（Konrad I. von Nürnberg、コンラート1世・フォン・ツォレルンとも、1186年頃 – 1260年/61年頃）は、敬虔伯とも呼ばれるホーエンツォレルン家出身のニュルンベルク城伯。

## 生涯
コンラートは、ホーエンツォレルン家で初めてニュルンベルク城伯となったフリードリヒ1世・フォン・ニュルンベルク（ツォレルン伯フリードリヒ3世とも呼ばれる）とその妻ゾフィア・フォン・ラープス（1218年没）との間に長男として生まれた。コンラート1世は、初めツォレルン伯を受け継いだ。父親の死後、弟のフリードリヒ2世が一旦はニュルンベルク城伯を継承した。1218年（または1214年）にホーエンツォレルン家の所領分割が行われ、コンラートは、フランケン地方の所領と城伯位を獲得した。その後、彼は所領の拡大に着手する。このために彼は、皇位を巡るヴェルフェン家とシュタウフェン家の戦いでは、シュタウフェン家に好意的な政治姿勢を示した。皇帝フリードリヒ2世は、ニュルンベルクを信頼できる防衛拠点とするため、城の拡張を命じ、その城下町に自由付与状を授けた。コンラートが軍事防衛を請け負う傍らで、市民らは内政強化に励み自治権の拡大などを手に入れていった。皇帝が破門された時にも、コンラートはこれを保護している。1250年に皇帝が亡くなったことは、コンラートにとっても大きな打撃であった。今度は、近隣のフランケン地方土着の貴族達との戦いが行われたのである。しかし、そうした近隣貴族とのフェーデにも打ち勝ち、ペグニッツ渓谷の一部とアンスバッハ周辺のランガウ（ニュルンベルク郊外とフランケン高原の間付近の地域名）を確保したのであった。

## 後継者
コンラートは、アーデルハイト・フォン・フロンテンハウゼンと結婚し、以下の子女をもうけた。
- フリードリヒ3世・フォン・ニュルンベルク（1220年頃 - 1297年） - ニュルンベルク城伯
- アーデルハイト（1220年頃 - 1304年） - ラポト・フォン・オルテンブルクと結婚
- ゾフィー - マルクアルト・フォン・ヘイデックと結婚
- コンラート2世（? - 1314年）